# Macrothele variabiis
Macrothele variabiis là một loài nhện trong họ Hexathelidae. Loài này phân bố ở Java.